# Liste der Kulturdenkmäler in Metterich
In der Liste der Kulturdenkmäler in Metterich sind alle Kulturdenkmäler der rheinland-pfälzischen Ortsgemeinde Metterich aufgeführt. Grundlage ist die Denkmalliste des Landes Rheinland-Pfalz (Stand: 27. Juni 2022).

## Denkmalzonen
| Bezeichnung                    | Lage                                                              | Baujahr                     | Beschreibung | Bild            |
| ------------------------------ | ----------------------------------------------------------------- | --------------------------- | --- | --------------- |
| Denkmalzone Dudeldorfer Straße | Dudeldorfer Straße 2, 3, 4, Bademer Straße 2, Hauptstraße 48 Lage | Hälfte des 19. Jahrhunderts | ab der zweiten Hälfte des 19. Jahrhunderts entstandene Ortserweiterung, bestehend aus fünf hangparallelen Quereinhäusern (Bademer Straße 2 um 1860/70; Dudeldorfer Straße 3 Krüppelwalmdachbau, bezeichnet 1896, Ställe und Scheune; Dudeldorfer Straße 2 und 4 in Form eines Einhauses aneinandergebaute Höfe, Ende des 19. und Anfang des 20. Jahrhunderts; Hauptstraße 48 stattliches Einhaus, bezeichnet 1868) | BW              |
| Denkmalzone Erdorfer Straße    | Erdorfer Straße 1, 3/3a, 5 Lage                                   | 19. Jahrhundert             | Ensemble aus drei im 19. Jahrhundert angelegten Hofanlagen am damaligen nördlichen Ortsrand (Nr. 1 U-förmige Hofanlage, Nr. 2 mit rückwärtig anschließenden Wirtschaftsgebäuden, Nr. 5 Streckhof, Wohnhaus bezeichnet 1892) | BW              |
| Denkmalzone Friedhof           | Hauptstraße Lage                                                  | 1842                        | 1842 angelegt, Kalksteinmauer-Umfriedung; meist Familiengräber in strenger Ordnung gereiht, Kreuzigungsgruppe auf Altar, bezeichnet 1767; neugotisches Kriegerdenkmal 1870, nach 1918 erweitert; barocker Kruzifix auf Altar | BW              |
| Denkmalzone Ortskern           | Hauptstraße, Kirchstraße Lage                                     | 17. bis 19. Jahrhundert     | um die Kirche mit zu hangparallelen Zeilen zusammengefassten Hofanlagen des 17. bis 19. Jahrhunderts | Fotos hochladen |

## Einzeldenkmäler
| Bezeichnung                           | Lage                                             | Baujahr                            | Beschreibung | Bild                                    |
| ------------------------------------- | ------------------------------------------------ | ---------------------------------- | --- | --------------------------------------- |
| Alte Schule                           | Bergstraße 1 Lage                                | 1828                               | sechsachsiger Krüppelwalmdachbau, bezeichnet 1828, Spritzenhaus mit Dachreiter, 1952/53 | BW                                      |
| Wegekreuz                             | Bergstraße, bei Nr. 7 Lage                       | um 1600                            | spätgotisches Nischenkreuz, um 1600 | BW                                      |
| Hofanlage                             | Erdorfer Straße 1 Lage                           | 1828                               | Hofanlage; Stallscheune bezeichnet 1828, Wohnhaus bezeichnet 1849, Wirtschaftstrakt 1910 erhöht | BW                                      |
| Wohnhaus                              | Erdorfer Straße 3/3a Lage                        | 1834                               | achtachsiges Wohnhaus, bezeichnet 1834 | BW                                      |
| Gerberei                              | Hauptstraße 3 Lage                               | 1809                               | ehemalige Gerberei Streit; Hauptgebäude bezeichnet 1809; Gebäude der Gerberei Otten; Fachwerkbau, 19. Jahrhundert, Aufstockung im 20. Jahrhundert; Maschinenhaus, um 1900; in allen Gebäuden originale Ausstattung   | BW                                      |
| Löschteich und Quelle                 | Hauptstraße, neben Nr. 10 Lage                   | vor 1900                           | Löschteich und Quelle; vor 1900 eingefasstes Becken, Sandsteintröge | BW                                      |
| Katholisches Pfarrhaus                | Kirchstraße 1 Lage                               | 1719                               | großvolumiger Krüppelwalmdachbau, 1719; ortsbildprägend | weitere Bilder Fotos hochladen          |
| Katholische Pfarrkirche St. Eucharius | Kirchstraße 1a Lage                              | 1727                               | Saalbau, 1727, Westturm 1754, spätgotischer Chor; mit Ausstattung; südlich auf Brunnenstock, bezeichnet 1848, barocker Sockelstein mit Nepomuk-Skulptur, 18. Jahrhundert; Friedhofskreuz, Mitte des 19. Jahrhunderts | weitere Bilder Fotos hochladen          |
| Wohnhaus                              | Kirchstraße, hinter Nr. 5 Lage                   | 1771                               | Flurküchenhaus, bezeichnet 1771 | BW                                      |
| Wohnhaus                              | Kirchstraße 12/14 Lage                           | 1788                               | breitgiebeliges Wohnhaus, bezeichnet 1788 | BW                                      |
| Hofanlage                             | Kirchstraße 14a Lage                             | 1805                               | kleine Hofanlage, 1805 | BW                                      |
| Hofanlage                             | Kirchstraße 16 Lage                              | zweite Hälfte des 18. Jahrhunderts | stattlicher Streckhof; Wohnhaus aus der zweiten Hälfte des 18. Jahrhunderts, Vorgartenummauerung vom Ende des 19. Jahrhunderts                                                                                       | BW                                      |
| Wohnhaus                              | Kirchstraße 18 Lage                              | Mitte des 19. Jahrhunderts         | Eckwohnhaus, Mitte des 19. Jahrhunderts, rückwärtig Schuppen | BW                                      |
| Wegekreuz                             | Waldstraße Lage                                  | 1620 oder 1623                     | Nischenkreuz, bezeichnet 1620 oder 1623 und 1731 oder 1738 | BW                                      |
| Erdorfer Kreuz                        | westlich des Ortes; Flur Im Zamperbaum Lage      | 1620 oder 1622                     | Wegekreuz; Nischenkreuz, bezeichnet 1620 oder 1622 | BW                                      |
| Wegekreuz                             | nordöstlich des Ortes am Waldhof Lage            | 1768                               | Schaftkreuz, Rotsandstein, bezeichnet 1768 | Fotos hochladen                         |
| Wegekreuz                             | nordöstlich des Ortes an der K 33 Lage           | 1834                               | Schaftkreuz, Rotsandstein, bezeichnet 1834 | BW                                      |
| Schwärenkreuz                         | nordöstlich des Ortes und westlich der K 33 Lage |                                    | Schaftkreuz aus Rotsandstein | Fotos hochladen                         |
| Wegekreuz                             | östlich des Ortes an der B 50 Lage               | 1811                               | Gedenkkreuz, um 1811 | BW                                      |
| Mettericher Mühle                     | südwestlich des Ortes im Kylltal Lage            | 1742                               | breitgiebeliges Wohnhaus, bezeichnet 1742, Aufstockung und Backesanbau im 19. Jahrhundert, Mühlengebäude bezeichnet 1804, Wirtschaftsgebäude, 19. Jahrhundert; Schaftkreuz, Rotsandstein, bezeichnet 1811            | BW                                      |
| Südportal des Mettericher Tunnels     | westlich des Ortes Lage                          | vor 1871                           | Südportal des Mettericher Tunnels zwischen Streckenkilometer 133 und 134; Teil der bis 1871 von der Rheinischen Eisenbahn-Gesellschaft erbauten Eifelbahn                                                            | weitere Bilder Fotos hochladen          |
| Wegekreuz                             | westlich des Ortes im Kylltal                    | 1795                               | Wegekreuz, Rotsandstein, bezeichnet 1795 | Direkt Bild zu diesem Denkmal hochladen |